# Mammillaria bombycina subsp. perezdelarosae
Mammillaria bombycina subsp. perezdelarosae ist eine Unterart der Pflanzenart Mammillaria bombycina in der Gattung Mammillaria aus der Familie der Kakteengewächse (Cactaceae). Das Artepitheton ehrt den mexikanischen Forstingenieur und Sekretär des botanischen Institutes der Universität in Guadalajara Jorge Perez de la Rosa (* 1955).

## Beschreibung
Mammillaria bombycina subsp. perezdelarosae wächst einzeln, kugelig bis länglich. Der leuchtend dunkelgrüne Körper mit den dicht gestellten Warzen wird bis zu 7,5 Zentimeter hoch und bis zu 4,5 Zentimeter im Durchmesser groß. Die Warzen führen keinen Milchsaft. Die Axillen sind manchmal mit zahlreichen Borsten versehen, ansonsten wollig. 30 bis 60 feinnadlige Randdornen, die nur 1 bis 7 Millimeter lang werden, strahlen glasig weiß oder auch glasig braun und bedecken kammförmig den gesamten Pflanzenkörper. Die 1 bis 3 Mitteldornen sind braun bis schwarz, im Neutrieb rot und 0,8 bis 1,4 Zentimeter lang. Die längsten und dicksten sind häufig auch gehakt.
Die Blüten erscheinen wie bei allen Mammillarien im Kranz. Sie sind weißlich rosa und erreichen eine Größe wie auch Durchmesser von 2 Zentimeter. Die Früchte sind weißlich. Die Samen sind schwarz bis schwarzbraun.

## Verbreitung und Systematik
Mammillaria bombycina subsp. perezdelarosae ist in den mexikanischen Bundesstaaten Jalisco und Aguascalientes in Gebirgsregionen um 2100 Meter verbreitet.
Die Erstbeschreibung als Mammillaria perezdelarosae erfolgte 1985 durch Helia Bravo Hollis und Leia Scheinvar. David Richard Hunt stellte die Art 1997 als Unterart zur Art Mammillaria bombycina. Ein nomenklatorisches Synonym ist Escobariopsis perezdelarosae (Bravo & Scheinvar) Doweld (2000).

## Nachweise